# Exogone tridentata
Exogone tridentata är en ringmaskart som beskrevs av Hartmann-Schröder 1993. Exogone tridentata ingår i släktet Exogone och familjen Syllidae. Inga underarter finns listade i Catalogue of Life.